# TLC: Tables, Ladders & Chairs (2016)
TLC: Tables, Ladders & Chairs (2016) – gala wrestlingu wyprodukowana przez federację WWE dla wrestlerów z brandu SmackDown. Odbyła się 4 grudnia 2016 w American Airlines Center w Dallas w Teksasie. Emisja była przeprowadzana na żywo za pośrednictwem WWE Network oraz w systemie pay-per-view. Była to ósma gala w chronologii WWE TLC: Tables, Ladders & Chairs.
Na gali odbyło się siedem walk, w tym jedna podczas pre-show. W walce wieczoru AJ Styles pokonał Deana Ambrose’a w Tables, Ladders and Chairs matchu i obronił swój WWE World Championship.

## Produkcja
TLC: Tables, Ladders & Chairs oferowało walki profesjonalnego wrestlingu z udziałem różnych wrestlerów z istniejących oskryptowanych rywalizacji i storyline’ów, które są kreowane na tygodniówce SmackDown Live. Wrestlerzy są przedstawieni jako heele (negatywni, źli zawodnicy i najczęściej wrogowie publiki) i face’owie (pozytywni, dobrzy i najczęściej ulubieńcy publiki), którzy rywalizują pomiędzy sobą w seriach walk mających budować napięcie. Kulminacją rywalizacji jest walka wrestlerska lub ich seria.

### Rywalizacje
| Rola                    | Osoba                    |
| ----------------------- | ------------------------ |
| Angielscy komentatorzy  | Mauro Ranallo            |
| Angielscy komentatorzy  | John „Bradshaw” Layfield |
| Angielscy komentatorzy  | David Otunga             |
| Angielscy komentatorzy  | Tom Philips              |
| Hiszpańscy komentatorzy | Carlos Cabrera           |
| Hiszpańscy komentatorzy | Marcelo Rodríguez        |
| Niemieccy komentatorzy  | Sebastian Hackl          |
| Niemieccy komentatorzy  | Carsten Schaefer         |
| Konferansjer            | Greg Hamilton            |
| Sędziowie               | Dan Engler               |
| Sędziowie               | Jason Ayers              |
| Sędziowie               | Mike Chioda              |
| Sędziowie               | Ryan Tran                |
| Panel pre-show          | Renee Young              |
| Panel pre-show          | Booker T                 |
| Panel pre-show          | Jerry Lawler             |
| Panel pre-show          | Lita                     |

#### AJ Styles vs. Dean Ambrose
Na gali No Mercy, AJ Styles pokonał Deana Ambrose’a i Johna Cenę broniąc swojego WWE World Championship. 25 października na odcinku tygodniówki SmackDown, Ambrose pokonał Stylesa w walce o bycie pretendentem do tytułu, lecz James Ellsworth zaatakował Stylesa powodując dyskwalifikację Ambrose’a. Tydzień później odbył się rewanż, w którym Ambrose czysto pokonał Stylesa otrzymując ponowną szansę na walkę o WWE World Championship. Tuż po emisji SmackDown podczas programu Talking Smack, komisarz brandu Shane McMahon ogłosił walkę pomiędzy Ambrosem i Stylesem o tytuł w Tables, Ladders and Chairs matchu na gali TLC. Na gali Survivor Series, Ambrose i Styles byli częścią drużyny SmackDown w 5-on-5 Survivor Series tag team elimination matchu przeciwko drużynie Raw. Podczas pojedynku doszło do kilku przepychanek i ataków na siebie, co doprowadziło do eliminacji Ambrose’a przez Brauna Strowmana. W późniejszej części walki, Ambrose nielegalnie powrócił do ringu i zaatakował Stylesa, gdzie wraz z Sethem Rollinsem i Romanem Reignsem (jako część byłego ugrupowania The Shield) wykonał mu potrójny Powerbomb na stolik komentatorski, co później doprowadziło do eliminacji Stylesa z pojedynku. Dwie doby później na tygodniówce SmackDown Ambrose został zmuszony opuścić arenę z powodu zaryzykowania przegranej w ważnej dla brandu walce. Tej samej nocy James Ellsworth pokonał Stylesa w ladder matchu i stał się oficjalnym członkiem rosteru SmackDown oraz pretendentem do tytułu Stylesa; podczas pojedynku na arenę wkroczył Ambrose, który pomógł Ellsworthowi wygrać pojedynek.

#### The Miz vs. Dolph Ziggler
15 listopada na odcinku SmackDown The Miz pokonał Dolpha Zigglera zdobywając Intercontinental Championship. Pięć dni później na gali Survivor Series, Miz zdołał obronić tytuł w walce przeciwko Samiemu Zaynowi z rosteru Raw, dzięki czemu mistrzostwo pozostało własnością SmackDown. 22 listopada na odcinku SmackDown The Miz został zmuszony bronić tytułu w pojedynku z Kalisto, lecz podczas walki zainterweniował Baron Corbin, który zaatakował zamaskowanego zapaśnika. Po walce na arenę wkroczył Ziggler, który wykonał Mizowi Superkick. Tej samej nocy generalny menadżer Daniel Bryan ogłosił pojedynek pomiędzy The Mizem i Zigglerem o mistrzostwo w ladder matchu na gali TLC.

#### Becky Lynch vs. Alexa Bliss
Na gali No Mercy miał odbyć się pojedynek pomiędzy posiadaczką WWE SmackDown Women’s Championship Becky Lynch a pretendentką Alexą Bliss, lecz z powodu kontuzji mistrzyni pojedynek został przeniesiony na odcinek SmackDown z 8 listopada. Lynch wygrała walkę za pomocą submission, jednakże sędzia nie zauważył stopy Bliss na dolnej linie, co oznacza przerwanie dźwigni. 22 listopada na tygodniówce SmackDown Bliss zażądała rewanżu, zaś Lynch zgodziła się na pojedynek na gali TLC. Tej samej nocy po walce Lynch z Natlayą, Bliss zaatakowała Lynch w ringu.

#### Baron Corbin vs. Kalisto
2 sierpnia na odcinku SmackDown, Kalisto został kontuzjowany przez Barona Corbina. Powrócił do ringu 8 listopada na SmackDown i zawalczył z Corbinem; podczas walki, Kalisto kontuzjował kolano Corbina, co wyeliminowało go z udziału na gali Survivor Series. Kalisto otrzymał szansę na walkę o tytuł WWE Cruiserweight Championship z rosteru Raw, gdzie jeśli by wygrał, tytuł i dywizja cruiserweight zostałaby przeniesiona na SmackDown. Podczas pojedynku z Brianem Kendrickiem zainterweniował Corbin, przez którego Kalisto nie zdobył tytułu. Na najbliższej tygodniówce SmackDown, Kalisto zawalczył o Intercontinental Championship z The Mizem, lecz ponownie przegrał przez interwencję ze strony Corbina. Za karę, Corbin został zmuszony zawalczyć z Kanem, gdzie podczas ich pojedynku zainterweniował Kalisto i zaatakował swojego rywala. Tuż po zakończeniu gali podczas talk-show Talking Smack zostało ogłoszone, że Kalisto zmierzy się z Corbinem na gali TLC w chairs matchu.

#### Heath Slater i Rhyno vs. The Wyatt Family
22 listopada na odcinku SmackDown odbył się Tag Team Turmoil match, w którym wzięli udział The Hype Bros, The Ascension, American Alpha, Breezango, The Usos oraz The Vaudevillains, a zwycięzcy mieli stać się pretendentami do tytułów SmackDown Tag Team Championship. American Alpha wygrało walkę, lecz tuż potem na telebimie ukazało się The New Wyatt Family. Bray Wyatt poinformował, że on i Randy Orton zmierzą się w przyszłym tygodniu z American Alpha o miano pretendentów.

#### Carmella vs. Nikki Bella
Na gali Summerslam powróciła Nikki Bella, która dołączyła do drużyny Natalyi i Alexy Bliss by zastąpić zawieszoną Evę Marie w walce przeciwko Becky Lynch, Carmelli i Naomi. Nikki wygrała walkę przypinając Carmellę. Carmella zaatakowała Nikki na najbliższej tygodniówce SmackDown i talk-show Talking Smack, rozpoczynając rywalizację pomiędzy tą dwójką. Na gali Survivor Series, Nikki była kapitanką drużyny SmackDown, do której należała również Carmella. Przed walką (według scenariusza) ktoś zaatakował Nikki, przez co ta została zastąpiona przez Natalyę. 22 listopada na odcinku SmackDown, Nikki skonfrontowała się z Carmellą wierząc, że to ta ją zaatakowała przed walką ze względu na ich trwającą rywalizację, po czym wyzwała ją do no disqualification matchu na gali TLC.

## Wyniki walk
| Nr                                                                   | Wyniki | Stypulacje                                                | Czas  |
| -------------------------------------------------------------------- | --- | --------------------------------------------------------- | ----- |
| 1P                                                                   | Apollo Crews, The Hype Bros (Zack Ryder i Mojo Rawley) oraz American Alpha (Chad Gable i Jason Jordan) pokonali Curta Hawkinsa, The Vaudevillains (Simona Gotcha i Aidena Englisha) oraz The Ascension (Konnora i Viktora) | 6-Man Tag Team match                                      | 12:03 |
| 2                                                                    | The Wyatt Family (Bray Wyatt i Randy Orton) (z Lukiem Harperem) pokonało Heatha Slatera i Rhyno (c) | Tag team match o WWE SmackDown Tag Team Championship      | 5:53  |
| 3                                                                    | Nikki Bella pokonała Carmellę | No Disqualification match                                 | 7:39  |
| 4                                                                    | The Miz (c) (z Maryse) pokonał Dolpha Zigglera | Ladder match o WWE Intercontinental Championship          | 25:10 |
| 5                                                                    | Baron Corbin pokonał Kalisto | Chairs match                                              | 12:51 |
| 6                                                                    | Alexa Bliss pokonała Becky Lynch (c) | Tables match o WWE SmackDown Women’s Championship         | 15:16 |
| 7                                                                    | AJ Styles (c) pokonał Deana Ambrose’a | Tables, Ladders and Chairs match o WWE World Championship | 30:50 |
| (c) – mistrz/mistrzyni przed walkąP – walka miała miejsce w pre-show | |                                                           |       |